# 1792 na literatura

## Eventos
- Mary Wollstonecraft escreve um dos grandes clássicos da literatura feminista – A Reivindicação dos Direitos da Mulher – no qual defende uma educação para meninas que aproveitasse seu potencial humano.

## Nascimentos
| Data        | Nome                 | Profissão | Nacionalidade | Observações | Ref |
| ----------- | -------------------- | --------- | ------------- | ----------- | --- |
| 4 de Agosto | Percy Bysshe Shelley | poeta     | Inglaterra    | m. 1822     |     |

## Mortes
| Data | Nome | Profissão | Nacionalidade | Observações | Ref |
| ---- | ---- | --------- | ------------- | ----------- | --- |